# ماثيو إلياس
ماثيو إلياس (بالإنجليزية: Matthew Elias) هو منافس ألعاب قوى بريطاني، ولد في 25 أبريل 1979 في كارديف في المملكة المتحدة.

## وصلات خارجية
- ماثيو إلياس على موقع الاتحاد الدولي لألعاب القوى (الإنجليزية)
- ماثيو إلياس على موقع ThePowerOf10.info (الإنجليزية)
- ماثيو إلياس على موقع أوليمبيديا (الإنجليزية)
- ماثيو إلياس على موقع اللجنة الأولمبية البريطانية (الإنجليزية)
- ماثيو إلياس على موقع اتحاد ألعاب الكومنولث (مؤرشف) (الإنجليزية)